# Zelena morava
Zelena morava (bulgariska: Зелена морава) är ett distrikt i Bulgarien.   Det ligger i kommunen Obsjtina Omurtag och regionen Tărgovisjte, i den centrala delen av landet, 250 km öster om huvudstaden Sofia.